# Le Musée des au revoir
Pour plus de détails, voir Fiche technique et Distribution.
Le Musée des au revoir est un film fantastique français réalisé par François Zabaleta et sorti en 2017.

## Fiche technique
- Titre : Le Musée des au revoir
- Réalisation : François Zabaleta
- Scénario : François Zabaleta
- Photographie : François Zabaleta
- Montage : François Zabaleta
- Musique : Élie Genty
- Décors :
- Costumes :
- Producteur : François Zabaleta
- Production :
- Distribution : Cinéma Saint-André des Arts
- Pays d'origine :  France
- Genre : fantastique
- Durée : 55 minutes
- Dates de sortie :
  -  France : 
    - 4 décembre 2017 (Ciné 104)
    - 16 janvier 2019 (en salles)

## Distribution
- François Zabaleta
- Béatrice Champanier